# Misgurnus
Misgurnus là một chi cá trong họ cá Cobitidae thuộc bộ cá chép mỡ phân bố từ châu Âu đến châu Á. Chúng được cho là nhạy cảm với sự thay đổi của thời tiết, thay đổi áp suất không khí. Khi sắp có giông bão, chúng phản ứng lại bằng các hành động khác lạ như bơi lung tung hay dựng đứng thẳng trong nước bằng đuôi.

## Các loài
Hiện hành có 07 loài được ghi nhận trong chi này:
- Misgurnus anguillicaudatus (Cantor, 1842) (Pond Loach)
- Misgurnus buphoensis R. T. Kim & S. Y. Park, 1995
- Misgurnus fossilis (Linnaeus, 1758) (Weatherfish)
- Misgurnus mohoity (Dybowski, 1869)
- Misgurnus multimaculatus Rendahl (de), 1944
- Misgurnus nikolskyi Vasil'eva, 2001
- Misgurnus tonkinensis Rendahl (de), 1937